# Philishave

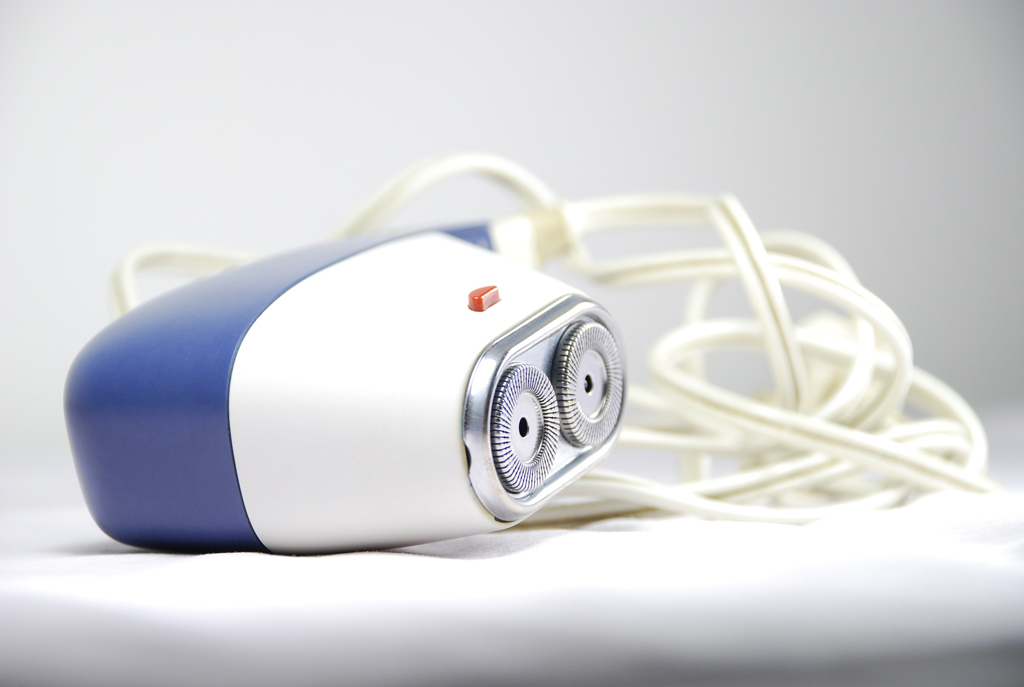
Un rasoio elettrico Philishave del 1962 (modello SC7920).

Philishave è il nome storico con cui la Philips ha commercializzato i propri rasoi elettrici dal 1939 al 2006 (per il mercato statunitense, invece, fu adottato il nome di Norelco).

## Storia

### Generazione a una testina
Durante la grave recessione degli anni trenta la Philips si trova nella necessità di dover individuare nuovi prodotti in grado di sviluppare un proprio mercato in Europa. L'idea dei rasoi elettrici viene "importata" dagli Stati Uniti, sebbene all'inizio non riscuota molto entusiasmo presso i vertici dell'azienda. Tuttavia è grazie alle intuizioni e all'impegno dell'allora giovane ingegnere di origini belga Alexandre "Sacha" Horowitz (1914-1982) che la Philips darà vita ai suoi Philishave.
A partire dai primi rasoi elettrici "a secco" commercializzati con successo negli Stati Uniti (si presume che l'ispirazione sia tratta dai rasoi che all'epoca impiegavano lo Schick Shaving System ideato da Jacob Schick nel 1930, o anche dai rasoi Zephyr e Rotoshaver) Horowitz sviluppa un nuovo tipo di testina rotante. Tale testina era costituita da tre lamelle montate su di un micro-telaio circolare in grado di ruotare velocemente grazie ad un motorino elettrico. Tale micro-telaio era inserito all'interno di uno slot di protezione con delle fessure che permettevano ai peli della barba di entrare e di essere recisi una volta che le lamelle erano in azione.
Il principio di fondo di questo sistema è rimasto pressoché immutato nel tempo.
Il primo Philishave viene presentato alla Fiera di Primavera (Voorjaarsbeurs), nei Paesi Bassi, nel marzo del 1939. L'apparecchio aveva una forma "a sigaro", con un corpo realizzato in bachelite scura ed un'unica testina rotante realizzata in bronzo e posta su una delle due estremità del cilindro. Già nel 1940 il bronzo viene sostituito dall'acciaio (quest'ultimo materiale era meno soggetto a perdere l'affilatura delle lamelle). Nel 1941 le lamelle da tre diventano sei.
Dopo la flessione negli affari dovuta alla seconda guerra mondiale, la Philips riparte lanciando nel 1946 un nuovo modello di rasoio dotato di una testina più grande rispetto a quella dei precedenti modelli (il Philishave "Staalbaard"). Tale rasoio ottiene un significativo successo, anche grazie ad un'accurata pianificazione sia delle vendite sia della campagna pubblicitaria. Ad esempio un manifesto della De la Mar presentava il nuovo Philishave come il regalo più alla moda che un uomo moderno potesse ricevere dalla propria compagna.
Nonostante i buoni risultati dello Staalbaard, nel 1947, in relazione anche al progetto di lanciare il Philishave sul mercato statunitense, la Philips apporta modifiche considerevoli ai propri rasoi elettrici. Innanzitutto viene cambiata la forma: da quella "a sigaro" si passa a quella "a topo" (stessa identica metafora è stata impiegata qualche decennio più tardi per i mouse dei computer), con una testina rotante posta lateralmente, e il filo elettrico che assomigliava ad una coda. Una seconda innovazione è rappresentata dalla sostituzione del materiale impiegato per costruire il corpo: dalla bachelite scura si passa alla plastica chiara. Nel 1948, dopo un'ulteriore miglioria per quanto riguarda il motore elettrico, con conseguente creazione del modello "a uovo" disegnato da Raymond Loewy, il Philishave viene lanciato sul mercato mondiale; negli Stati Uniti, per evitare confusione con i prodotti Philco, i rasoi Philishave vengono commercializzati a marchio Norelco. Celebre resterà un manifesto di Jean Colin che reclamizzava quest'ultimo modello («Rasoir électrique Philshave c'est plus sûr!»).

### Generazione a due testine
Il lancio mondiale del Philishave trova però immediatamente una battuta d'arresto: la Philips, infatti, approda col suo rasoio elettrico dotato di un'unica testina in un paese, gli Stati Uniti, dove i rasoi elettrici di testine ne avevano almeno due. Nel 1951 è così costretta a adeguarsi alle esigenze di mercato e lancia il "Doubleheader": ma sarà proprio il fatto di aver raddoppiato la testina ideata da Horowitz che renderà il Philishave un rasoio particolarmente efficace e rapido (ribattezzato appunto "Speedshaver"). Il successo è notevole: negli anni cinquanta la Philips diverrà uno dei leader del mercato americano, rivaleggiando con Remington e Schick. Il Philishave ha successo anche in altri paesi del mondo, in particolare in Francia.
Nel 1952 viene creato il primo Philishave portatile: tale modello era una variante del modello "a uovo", dotato di una batteria esterna collegata tramite un filo (il Philishave portatile seguirà poi un'evoluzione, nel corso degli anni, che andrà di pari passo con quella delle batterie portatili).
Nel 1956 viene proposto sul mercato australiano un modello a tre testine, ma il modello classico resterà quello a due ancora per diversi anni e verrà perfezionato a più riprese. Nel 1957 viene creato un modello dotato di un pulsante che permette di sollevare il piano dove risiedono le testine senza dover smontare l'intero rasoio per procedere alla pulizia (dotato quindi del cosiddetto "Fliptop Cleaning System").  Successivamente vengono migliorate le capacità di rasatura.
Nel 1962  il pulsante del voltaggio della corrente viene montato sul corpo stesso del rasoio anziché sulla spina (modello "Hé Man", nella foto in alto). Sempre in questi anni il Philishave viene dotato di un pulsante per l'accensione (prima il rasoio si accendeva semplicemente inserendo la spina nella presa della corrente).

### Generazione a tre testine

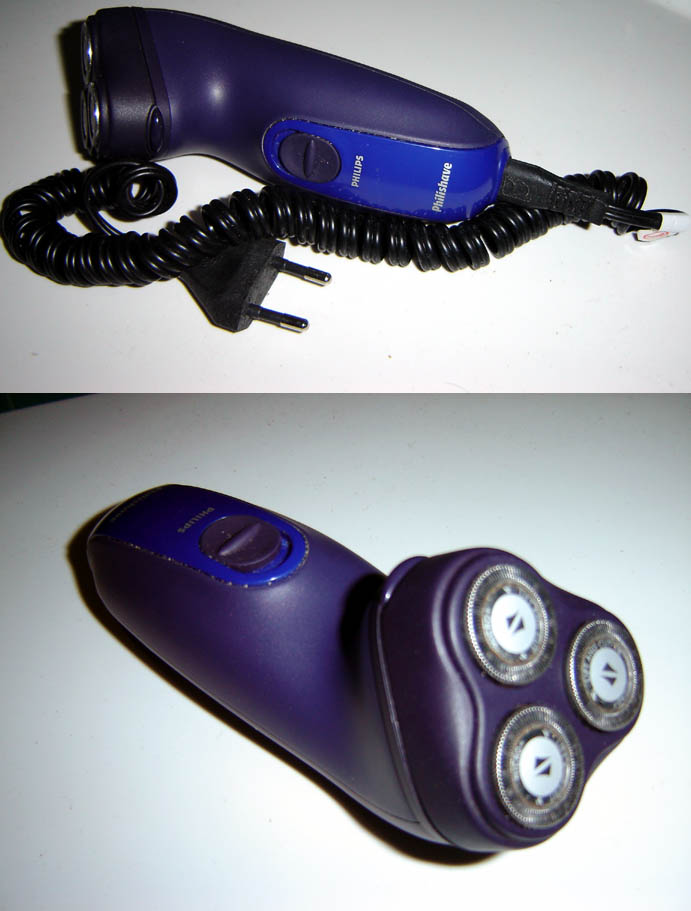
Tipico rasoio elettrico Philishave a tre testine (modello HQ5426).

Il primo difetto del Philishave era rappresentato dal fatto che risultava abbastanza difficile ottenere rasature diritte con delle testine circolari (ad esempio in prossimità delle basette). Per quanto la Philips avesse dotato fin dagli anni cinquanta alcuni dei propri modelli di rasoi elettrici di "regola-basette", questi ultimi non riscossero mai il successo dei modelli classici perché considerati meno maneggevoli.

Il secondo difetto del Philishave era rappresentato dal fatto di esser considerato un rasoio "lento" rispetto a molti altri modelli della concorrenza. In questo caso, però, l'introduzione della terza testina nel 1966 (sviluppando quindi l'idea di dieci anni prima) ha successo. Va precisato, comunque, che la terza testina in realtà diventa un elemento che va a definire due linee di prodotti: una di lusso (caratterizzata appunto da rasoi a tre testine) e una più economica (caratterizzata ancora da rasoi a due testine).
Nel 1975 le sei lamelle di ciascuna testina diventano dodici (Philishave "90 Super 12") e viene introdotto il modello "a cornetta di telefono". Nel 1980 viene introdotto un nuovo sistema (il cosiddetto "Double action" o "Lift and cut") in grado di sollevare i peli della barba e poi tagliarli: ciò permetterebbe una rasatura più a fondo. Tale sistema diviene inoltre uno standard per i modelli successivi. Nel 1983 viene introdotto un nuovo tipo di motorino elettronico e viene messo in produzione il Philishave "Rota 83". La forma di tale modello, con il piano delle testine obliquo rispetto all'asse del corpo del rasoio, rimarrà poi la forma di base caratteristica (sebbene con continui restyling) di tutti i Philishave successivi (un esempio è nella foto a fianco).
Durante gli anni ottanta il marketing della Philips tenderà a dirigere il costoso e tecnologico modello a tre testine verso un pubblico più adulto, mentre il più economico e semplice modello a due testine verso un pubblico più giovane. L'idea di fondo è quella di venire incontro a ciascuna di queste due fasce d'età lavorando sul design e sul prezzo, in modo da guadagnarsi una clientela che possa usare Philishave per tutto l'arco della vita, dalla pubertà fino alla vecchiaia. Tale filosofia di mercato esisteva già fin dagli anni cinquanta, ma durante gli anni ottanta viene messa a punto con particolare cura.
Negli anni novanta vengono introdotti un nuovo tipo di testina arrotondata, e un nuovo materiale di rivestimento del corpo che rende i rasoi più soffici al tatto quando si impugnano. La Philips punta inoltre su design sempre più moderni e accattivanti, sebbene questi sforzi non sempre vengano ripagati dalle vendite (eclatante è il caso del rasoio a batteria HS-190 che da un lato vince vari premi di design ma dall'altro costituisce un fiasco commerciale). Viene rivista la filosofia di posizionamento del prodotto in relazione all'età a vantaggio di un posizionamento che premia l'individualità ovvero che mira a raggiungere un gran numero di consumatori con prodotti di qualità ed esteticamente originali. La serie HQ-400 è forse quella più rappresentativa al riguardo, con rasoi dotati di corpi asimmetrici e colori metallici.
Nel 1996 viene introdotto il sistema "Reflex Action" (serie HQ 5000): in sostanza le tre testine non vengono più montate su una base rigida ma su una base divisa in tre sezioni che permette a ciascuna testina di ammortizzare, in relazione alle altre due, la pressione esercitata sul volto: il risultato è che il rasoio tende ad adattarsi dinamicamente alla forma del viso a seconda del punto in cui si trova.
Negli stessi anni, per far fronte alla concorrenza delle lamette da barba che assicuravano una più piacevole sensazione di freschezza durante la rasatura, la Philips lancia il Philishave "Cool Skin" ("Advantage" negli Stati Uniti): rasoio elettrico in grado di secernere una crema premendo un pulsante (la Beiersdorf produrrà una Nivea for Men appositamente per il Cool Skin). Il vantaggio di tali rasoi doveva essere quello di dare, appunto, una sensazione di freschezza propria della classica rasatura con schiuma da barba e lametta e limitare le irritazioni che la rasatura elettrica comporta per alcune persone.Tali rasoi potevano inoltre essere lavati sotto acqua corrente.
Nel 1999 viene introdotto il sistema di rasatura "Quadra Action" (serie HQ 6000): in questo caso le griglie di protezione delle lamelle rotanti sono dotate di fessure molto ampie, promettendo una rasatura ottimale e più gradevole anche a partire da una barba più folta.
Nel 2002 viene introdotto il sistema di rasatura "Sensotec" ("Spectra" negli Stati Uniti): in sostanza si tratta di un'evoluzione del sistema "Reflex Action" (serie HQ 8000) che permette di regolare anche il grado di flessibilità delle testine. Viene inoltre potenziata la capacità del sistema "Lift and cut".
Nel 2005 vengono introdotti due nuovi sistemi di rasatura : "SmartTouch" (ulteriore evoluzione del "Reflex Action" ) e "Speed-XL".
Nel 2006 la casa olandese decide di semplificare la propria brand identity, dismettendo i marchi Philishave e Norelco. Da allora i rasoi elettrici vengono commercializzati direttamente sotto il marchio Philips.

## Altri prodotti
Fin dal 1939 la Philips dedica una particolare gamma di rasoi elettrici alla depilazione femminile ("Ladyshave").

Negli anni sono stati introdotti, inoltre, apparecchi per tagliare la barba lunga e i capelli.